# كاثرين بولوك (كندية)
كاثرين بولوك Katherine Bullock هي كاتبة وباحثة كندية محاضرة في قسم العلوم السياسية بجامعة تورنتو. اعتنقت الإسلام في عام 1994. عملت من 2003 إلى 2008 نائبة رئيس جمعية علماء الاجتماع المسلمين (أمريكا الشمالية).
عام 2002 قدمت أطروحتها في الدكتوراة بعنوان (Rethinking Muslim Women and the Veil: Challenging Historical and Modern Stereotypes) ناقشت فيه موضوع الحجاب و قامت فيه بتعرية الصورة النمطية للمرأة المسلمة في العقلية الغربية و ردت فيه على التهم التي توجه بالجملة للشريعة الإسلامية كما أنها وضعت التهمة المحببة للعلمانيين ( الإسلام ظلم المرأة) في ميزان البحث العلمي .. كما أنها أسلمت اثناء الإعداد لأطروحة الدكتوراه و ارتدت الحجاب و أطالت النفس في مناقشة موضوع الحجاب و ما يتعلق به من أمور ..

## من مؤلفاتها
- كتاب: نظرة الغرب إلى الحجاب (كتاب) 2002 .